# 벨라 손
벨라 손(Bella Thorne, 1997년 10월 8일 ~ )은 미국의 배우, 가수이다. 아역 모델로 출연하며 경력을 시작했다. 텔레비전 드라마 《마이 온 워스트 에너미》에서 루시 스파이베이 역을, 《빅 러브》의 시즌4에서 탠시 헨릭슨 역 등을 연기했다.

## 출연 작품

### 영화
- 붙어야 산다 (2003)
- 장난감이 살아있다 (2013)
- 개구리왕국 (2013)
- 블렌디드 (2014) - 힐러리 역
- 난 지구 반대편 나라로 가버릴테야 (2014)
- 눈의 여왕 2: 트롤의 마법거울 (2014)
- 퀸카가 아니어도 좋아 (2015)
- 앨빈과 슈퍼밴드: 악동 어드벤처 (2015)
- 갤럭시 히어로즈: 라쳇 앤 클랭크 (2016)
- 아미티빌: 디 어웨이크닝 (2017)
- 사탄의 베이비시터 (2017) - 앨리슨 역
- 어쌔시네이션 네이션 (2018)
- 미드나잇 선 (2018) - 케이티 역
- 존 F. 도노반의 죽음과 삶 (2018)
- 사탄의 베이비시터: 킬러 퀸 (2020) - 앨리슨 역
- 인퍼머스 (2020) - 알리엘 서머스 역
- 칙 파이트 (2020) - 올리비아 역
- 타임 이즈 업 (2021)
- 어둠 속에서 울려 퍼지는 (2023) - 아네트 역

## 음반 목록

### EP
- Made in Japan (2012)
- Jersey (2014)